# Cryptanthus reisii
Espèce
Cryptanthus reisii est une espèce de plantes de la famille des Bromeliaceae, endémique du Brésil et décrite en 2002 par le botaniste brésilien Elton Leme.

## Distribution
L'espèce est endémique du Sud-Est de l'État de Bahia à l'est du Brésil.

## Description
Selon la classification de Raunkier, l'espèce est hémicryptophyte.